# (3757) Anagolay
(3757) Anagolay es un asteroide que forma parte de los asteroides Amor y fue descubierto por Eleanor Francis Helin desde el observatorio del Monte Palomar, Estados Unidos, el 14 de diciembre de 1982.

## Designación y nombre
Anagolay se designó al principio como 1982 XB.
Posteriormente, en 2014, fue nombrado por Anagolay, una diosa de la mitología filipina.

## Características orbitales
Anagolay orbita a una distancia media de 1,835 ua del Sol, pudiendo acercarse hasta 1,017 ua y alejarse hasta 2,652 ua. Tiene una inclinación orbital de 3,868 grados y una excentricidad de 0,4456. Emplea en completar una órbita alrededor del Sol 907,8 días.
Anagolay es un asteroide cercano a la Tierra que pertenece al grupo de los asteroides potencialmente peligrosos.

## Características físicas
La magnitud absoluta de Anagolay es 18,95. Tiene un diámetro de 0,5 km y un periodo de rotación de 9,005 horas. Su albedo se estima en 0,18. Anagolay está asignado al tipo espectral S de la clasificación Tholen.